# Kinoshita Shingo
Shingo Kinoshita (sinh ngày 25 tháng 9 năm 1987) là một cầu thủ bóng đá người Nhật Bản.

## Sự nghiệp câu lạc bộ
Shingo Kinoshita đã từng chơi cho Vissel Kobe.